# Journey’s End (2017)
Journey’s End ist ein britisches Kriegsdrama von Saul Dibb, das am 8. September 2017 im Rahmen des Toronto International Film Festivals seine Premiere feierte. Der Film basiert auf einem gleichnamigen Theaterstück von R. C. Sherriff.

## Handlung
Eine Gruppe britischer Offiziere, angeführt von dem jungen Captain Stanhope, der allmählich seinen Verstand verliert, erwartet 1918 während des Ersten Weltkriegs am Fluss Aisne im nordöstlichen Frankreich auf ganz unterschiedliche Weise ihr Schicksal.

## Vorlage und frühere Verfilmung
Es handelt sich bei Journey’s End um die Verfilmung eines gleichnamigen Theaterstücks von R. C. Sherriff. Das Kriegsdrama des britischen Autors wurde am 9. Dezember 1928  am Apollo Theatre in London von der Incorporated Stage Society uraufgeführt. Unter den Schauspielern befand sich auch der junge Laurence Olivier. Die gesamte Geschichte spielt während vier Tagen vom 18. März 1918 bis zum 21. März 1918 im Vorfeld der Operation Michael. Das Stück erlangte schnell internationale Bekanntheit.
Bereits 1930 wurde das Stück von James Whale mit Colin Clive in der Rolle von Captain Stanhope verfilmt.

## Produktion

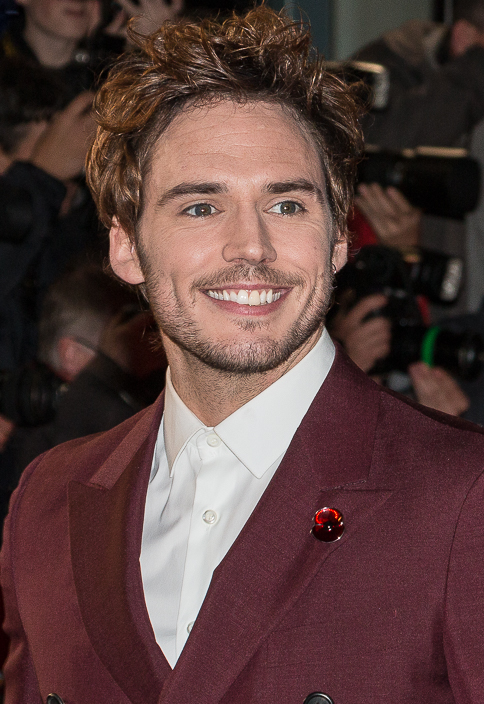
In der Neuauflage spielt Sam Claflin den am Rande des Wahnsinn stehenden Captain Stanhope

Regie führte Saul Dibb. Sherriffs Stück wurde von Simon Reade für den Film adaptiert.
In der Neuauflage spielt Sam Claflin den am Rande des Wahnsinn stehenden Captain Stanhope. Paul Bettany übernahm die Rolle von Osborne, Asa Butterfield spielt Raleigh, und Tom Sturridge ist in der Rolle von Hibbert zu sehen. Die Rolle des Colonel wurde mit  Robert Glenister besetzt, die von Trotter mit Stephen Graham. In weiteren Rollen sind Toby Jones und Theo Barklem-Biggs zu sehen.
Der Film feierte am 8. September 2017 im Rahmen des Toronto International Film Festivals seine Premiere und wurde ab 6. Oktober 2017 beim London Film Festival vorgestellt, bevor er am 2. Februar 2018 in die Kinos im Vereinigten Königreich kam. Am 16. März 2018 kam der Film in ausgewählte US-amerikanische Kinos.

## Rezeption

### Kritiken
Der Film erhielt bislang von 91 Prozent der Kritiker bei Rotten Tomatoes eine eher positive Bewertung und hierbei durchschnittlich 7,5 der möglichen 10 Punkte.

### Auszeichnungen
Evening Standard British Film Awards 2018
- Nominierung als Bester Schauspieler für den Evening Standard British Film Award (Sam Claflin)